# Едуард Мърфи
Едуард Мърфи Младши (* 11 януари 1918 в Панама, † 17 юли 1990) е американски аерокосмически инженер работил за ВВС на САЩ. Става световноизвестен с формулирането на Закон на Мърфи.

## Биография
Той е най-големият от петима братя и сестри. След като посещава училище в Ню Джърси се записва във Военна академия на Съединените щати и завършва 1940. 1941 успешно приключва обучението за пилот при Военновъздушните сили на САЩ. След това получава военно звание майор и участва във Втората световна и Тихоокеанската война в Индия, Китай и Мианмар. След разпускането му от армията заминава в Калифорния.